# 코미디빅리그의 에피소드 목록 (2021년)
아래는 <코미디빅리그>의 2021년 코너목록이다.

## 국가대표
방송 기간: 2021년 4월 4일 ~ 2021년 4월 25일
출연진: 이용진, 남호연, 정호철, 이정수, 나보람
소개: 쇼트트랙 국가대표 선발전에서 이용진과 남호연의 대결을 다룬 코너

2021년 4월 11일 편집 되었지만, 유튜브에서 시청이 가능하다.
2021년 4월 18일 편집 되었다.
405라운드에 종영했다.

## 괜찮아 우정이야
방송 기간: 2021년 10월 3일 ~ 2021년 12월 19일
출연진: 서태훈, 김해준, 양배차, 이정수, 최우선
소개: 서태훈, 김해준 두 사람의 우정을 그리는 코너

2021년 10월 3일 편집 되었다.
2021년 11월 28일 편집 되었지만, 유튜브에서 시청이 가능하다.
2021년 12월 5일 편집 되었지만, 유튜브에서 시청이 가능하다.
2021년 12월 19일 편집 되었지만, 유튜브에서 시청이 가능하다.

## 나는 소리꾼이다
방송 기간: 2021년 10월 3일 ~ 2021년 12월 19일
출연진: 양기웅, 남호연, 김성원, 김두영, 서유기, 김시우
소개: 소리꾼이 되어 소리 개인기로 대결하는 코너, 양기웅의 복귀 작

2021년 10월 24일 편집이 되었지만, 유튜브에서 시청이 가능하다.
2021년 11월 14일 편집이 되었지만, 유튜브에서 시청이 가능하다.
2021년 11월 21일 편집이 되었지만, 유튜브에서 시청이 가능하다.
2021년 12월 5일 편집이 되었지만, 유튜브에서 시청이 가능하다.
2021년 12월 12일 편집이 되었지만, 유튜브에서 시청이 가능하다.
2021년 12월 19일 편집이 되었지만, 유튜브에서 시청이 가능하다.

## 낭만인거지
방송 기간: 2021년 4월 4일 ~ 2021년 5월 23일
출연진: 이용진, 서태훈, 정호철, 박소영, 최선영
소개: 거지 이용진의 철학을 보여주는 코너

2021년 5월 9일 편집이 되었지만, 유튜브에서 시청이 가능하다.
2021년 5월 16일 편집이 되었지만, 유튜브에서 시청이 가능하다.

## 너퀴즈 보도블럭
방송 기간: 2021년 1월 3일 ~ 2021년 1월 17일
출연진: 이용진, 이진호, 김두영, 최지용, 양배차, 최우선
소개: 유 퀴즈 온 더 블럭을 패러디한 코너

게스트
| 방영일          | 게스트        | 비고 |
| --------------- | ------------- | ---- |
| 2021년 1월 3일  | 강재준&이은형 |      |
| 2021년 1월 10일 | 김대희&김준호 |      |
| 2021년 1월 17일 | 김용명&김두영 |      |

2021년 1월 17일 편집이 되었지만 유튜브에서 시청이 가능하다.

## 다이나믹 두목
방송 기간: 2021년 1월 3일 ~ 2021년 3월 21일
출연진: 이상준, 이국주, 김진아, 최지용
소개: 합합계 다이나믹 듀오, 개그계 다이나믹 두목 이상준, 이국주의 스탠드 업 코미디 코너

## 동네친구 썸쿵
방송 기간: 2021년 7월 4일 ~ 2021년 9월 19일
출연진: 김해준, 박수야, 이세진, 김성원, 신규진, 양기웅 / 이전출연: 서유기
소개: 앱을 통해 동네 친구를 만나는 코너, 박수야의 코미디빅리그 데뷔 작

2021년 8월 1일 편집 되었지만, 유튜브에서 시청이 가능하다.
2021년 8월 22일 편집이 되었지만, 유튜브에서 시청이 가능하다.
2021년 9월 5일 편집이 되었지만, 유튜브에서 시청이 가능하다.
2021년 9월 12일 편집이 되었지만, 유튜브에서 시청이 가능하다.
2021년 9월 19일 편집이 되었지만, 유튜브에서 시청이 가능하다.

## 두분사망토론
방송 기간: 2021년 4월 4일 ~ 2022년 12월 18일
출연진: 최성민, 이상준, 박영진
소개: 코미디빅리그 사망토론 이상준 VS 개그콘서트 두분토론 박영진의 토론 대결 코너

게스트
2021년 7월 4일: 오나미
2021년 7월 25일: 박성광 - 이상준이 자가격리로 인해 특별출연 하였다.
2021년 9월 19일: 이승윤

## 랜선인턴
방송 기간: 2021년 7월 4일
출연진: 김철민, 이용진, 이진호, 서태훈, 김두영

2021년 7월 4일 편집 되었다. 이후 랜선 오디션으로 출전한다.

## 랜선 오디션
방송 기간: 2021년 7월 11일 ~ 2021년 11월 7일
출연진: 김철민, 이용진, 이진호, 서태훈, 김두영, 최우선
소개: 랜선에서 방청객을 뽑아 무대를 선보이는 코너, 이후 7라운드부터 방청을 시작하면서 종영하였고, 현장 오디션으로 출전한다.

게스트
2021년 9월 19일: 양승원 - 랜선으로 특별출연 하였다.

## 버스기사 황덕섭
방송 기간: 2021년 1월 24일 ~ 2021년 3월 21일
출연진: 이진호, 이용진, 최성민, 한현민, 김지현, 한윤서, 정호철, 박영재, 이은지, 나보람, 신규진, 김두영
이전출연: 남호연, 하준수, 문세윤
소개: 버스기사 이진호와 캐릭터 승객들의 합을 보여주는 코너

2021년 1월 24일 편집이 되었다.

## 부담거래
방송 기간: 2021년 5월 9일 ~ 2021년 6월 20일
출연진: 문세윤, 이용진, 이정수, 남호연
소개: 큐!!!를 외치면 시작되는 문세윤과 대표 이용진을 공개 하는 코너

2021년 6월 13일 편집 되었지만, 유튜브에서 시청이 가능하다.
2021년 6월 20일 편집 되었지만, 유튜브에서 시청이 가능하다.

## 사이코러스
방송 기간: 2020년 7월 26일 ~ 2022년 6월 19일
출연진: 김철민, 양세찬, 황제성
소개: 요즘 대세 곡들을 코러스 하는 코너이며, 명품 보컬에 명품 코러스를 더하는 노래 코너이다.
유행어: 코~러~스 안녕하세요 우리는 코러스 매직 유랑단, 한 많은 팔도강산 코러스 해보세, 세, 세, 안녕하세 / 이걸로 픽스 시켜~!!!

2021년 12월 19일: 양세찬이 불참하여, 이용진이 용미리로 대신 출연하였다.

게스트
| 2020년 3쿼터 | 2020년 3쿼터 | 2020년 3쿼터 | 2020년 3쿼터 | 2020년 3쿼터 | 2020년 3쿼터 | 2020년 3쿼터 | 2020년 3쿼터 | 2020년 3쿼터  | 2020년 3쿼터 | 2020년 3쿼터 | 2020년 3쿼터 |
| ------------ | ------------ | ------------ | ------------ | ------------ | ------------ | ------------ | ------------ | ------------- | ------------ | ------------ | ------------ |
| 1R           | 2R           | 3R           | 4R           | 5R           | 6R           | 7R           | 8R           | 9R            | 10R          | 11R          | 12R          |
|              |              |              | 박상철       | 진성         | 송대관       | 태진아       | 강진         | 박현빈        | 김장훈       | 김정민       | 폴킴         |
| 2020년 4쿼터 |              |              |              |              |              |              |              |               |              |              |              |
| 1R           | 2R           | 3R           | 4R           | 5R           | 6R           | 7R           | 8R           | 9R            | 10R          | 11R          | 12R          |
| KCM          | 에일리       | 고유진       | 채연         | 린           | 박상민       | 알리         | 백지영       | 2F            | 이박사       | 이승기       | 헤이즈       |
| 2021년 1쿼터 |              |              |              |              |              |              |              |               |              |              |              |
| 1R           | 2R           | 3R           | 4R           | 5R           | 6R           | 7R           | 8R           | 9R            | 10R          | 11R          | 12R          |
| 더원         | 이영현       | 조유진       | 김현정       | 이수영       | 현아         | 인순이       | 서문탁       | 샤이니        | 선미         | 타이거 JK    | 제시         |
| 2021년 2쿼터 |              |              |              |              |              |              |              |               |              |              |              |
| 1R           | 2R           | 3R           | 4R           | 5R           | 6R           | 7R           | 8R           | 9R            | 10R          | 11R          | 12R          |
| 브레이브걸스 | 김경호       | 황치열       | 김연자       | 뉴이스트     | 유리상자     | 오마이걸     | 태민         | 다이나믹 듀오 | 쌔끈보이즈   | 강승윤       | 브레이브걸스 |
| 2021년 3쿼터 |              |              |              |              |              |              |              |               |              |              |              |
| 1R           | 2R           | 3R           | 4R           | 5R           | 6R           | 7R           | 8R           | 9R            | 10R          | 11R          | 12R          |
| 윤도현       | 규현         | 노브레인     | 박완규       | 이승윤       | 아스트로     | 하성운       | 전소미       | 그레이        | 김혜연       | 이하이       | 노라조       |
| 2021년 4쿼터 |              |              |              |              |              |              |              |               |              |              |              |
| 1R           | 2R           | 3R           | 4R           | 5R           | 6R           | 7R           | 8R           | 9R            | 10R          | 11R          | 12R          |
| Key          | 백아연       | 김필         | 멜로망스     | 에일리       | 2AM          | 부끄뚱&라비  | 기리보이     | 카더가든      | 김조한       | 정인         | 송민호       |

## 석포 호랑이 아저씨
방송 기간: 2021년 4월 4일 ~ 2021년 6월 20일
출연진: 이진호, 남호연, 김용명, 김두영, 김지현, 오정율, 정호철
소개: 이진호가 마을 사람들에게 시비를 거는 코너

## 셀룰나이트
방송 기간: 2021년 4월 4일 ~ 2021년 12월 19일
출연진: 이국주, 홍윤화, 문세윤, 김민기, 김진아, 박소영, 신규진, 최지용
소개: 코빅의 이국주 & 홍윤화 & 문세윤이 나이트를 즐기는 코너

쿼터 중 문세윤이 중간에 합류하였고, 마지막 라운드에 김두영이 특별출연하였다. 그 외 강재준, 박경호도 중간중간 출연하였다.
게스트
2021년 5월 16일: 우주소녀 더 블랙

## 수틀린 우먼 파이터
방송 기간: 2021년 10월 3일 ~ 2021년 12월 19일
출연진: 강재준, 이은형, 김용명, 최선영, 이은지, 김진아, 박소영, 김지현, 이지수, 나보람
소개: 스트릿 우먼 파이터를 패러디한 코너

게스트
2021년 10월 24일: LIGHTSUM
2021년 11월 14일: CocaNButter
2021년 11월 21일: 리치카, 가비, 리안, 시미즈, 에이치원
2021년 11월 28일: 프라우드먼 립제이, 함지, 다이아, 헤일리, 로지, 케이데이
2021년 12월 5일: 제이블랙&마리
2021년 12월 12일: 팝핀현준&공민지
2021년 12월 19일: 장우혁

## 쇼킹덤
방송 기간: 2021년 1월 3일 ~ 2021년 3월 21일
출연진: 최성민, 황제성, 문세윤, 한현민, 이은형, 김두영, 남호연, 박영재, 하준수, 김완배, 안가연, 김지현, 남호연
이전출연: 이진호, 박경호
소개: 좀비가 된 왕을 위한 신하들의 코너

2021년 3월 7일 편집이 되었지만, 유튜브에서 시청이 가능하다.

게스트
2021년 1월 10일: 김대희, 김준호
2021년 3월 21일: 갈소원

## 슈퍼차 부부 in 조선
방송 기간: 2021년 7월 4일 ~ 2021년 9월 19일
출연진: 강재준, 이은형, 김민기, 홍윤화, 설명근, 이국주
이전출연: 하준수, 안가연
소개: 2021 슈퍼차 부부를 조선시대를 배경으로 한 코너

쿼터 중 하준수, 안가연이 사생활 논란으로 하차하면서, 이국주가 출연하였다. 이 코너 이후 슈퍼차 부부 코너 시리즈는 종영하였다.

## 악마적 참견시점
방송 기간: 2021년 7월 14일 ~ 2021년 7월 18일 / 2021년 8월 1일 ~ 2021년 9월 19일
출연진: 이상준, 민찬기, 이은지, 박소영, 김진아, 김지현, 나보람
이전출연: 안가연
소개: 속마음을 악마가 시원하게 말해 주는 코너

쿼터 중 안가연이 사생활 논란으로 하차하면서, 박소영이 합류하였다. 그리고 민찬기는 이 코너 끝으로 하차하였다.
2021년 7월 18일: 안가연의 사생활 논란으로 편집이 되었다.
2021년 7월 25일: 안가연의 사생활 논란으로 인한 하차와, 이상준의 자가격리로 인해 녹화를 하지 않았다.
2021년 9월 19일: 편집이 되었지만, 유튜브로 시청이 가능하다.

## 연애 면허시험장
방송 기간: 2021년 1월 3일 ~ 2021년 3월 21일
출연진: 이용진, 이상준, 박소영, 이은지, 김지민, 최우선, 이정수, 양배차, 민찬기
소개: 이용진이 연알못들에게 연애를 가르치는 코너

3라운드부터 김지민이 합류하였고, 김지민은 이 코너 이후 코미디빅리그에서 하차하였다.

게스트
2021년 3월 14일: 박성호

## 오동나무엔터
방송 기간: 2021년 4월 18일 ~ 2021년 12월 19일
출연진: 서태훈, 김지현, 김성원, 신규진, 오정율, 남호연, 박경호, 최지용
이전출연: 이은지, 최선영, 안가연, 하준수, 설명근, 박소영, 나보람, 양배차, 김시우, 서유기, 이지수, 이세진, 최우선, 정호철, 김민기
소개: 오동나무엔터 대표 서태훈에게 오디션을 보러 오는 코너

이 코너는 유튜브에서만 방송되고 있는 코빅엔터에 스핀오프 코너이다.

## 컴백홈
방송 기간: 2021년 1월 3일 ~ 2021년 3월 21일
출연진: 홍윤화, 김해준, 김용명, 정호철, 최선영
소개: 집을 나간 아들, 웃음없이 못사는 가족들의 유쾌한 코너

2021년 2월 28일 편집이 되었지만, 유튜브에서 시청이 가능하다.

## 코빅엔터
방송 기간: 2021년 4월 4일 ~ 2022년 3월 20일
출연진: 최성민, 양배차, 문세윤, 황제성, 정호철, 이용진, 신규진, 이세진, 박경호, 이지수, 남호연
이전출연: 박성호, 김성원, 최지용, 하준수, 최우선, 오정율, 이은지, 김지현, 설명근, 나보람, 김시우
소개: 코빅엔터 대표 최성민에게 오디션을 보러 오는 코너

게스트
2021년 5월 23일: 아이키 - 미방송 부분은 유튜브에서 시청이 가능하다.
2021년 7월 18일: 전소연 - 첫 번째로 출연하였다.
2021년 7월 18일: 라비 - 영상으로 특별출연 하였다.

## 팬티 하우스
방송 기간: 2021년 1월 3일
출연진: 김철민, 김용명, 김지민, 신규진, 한윤서, 안가연, 김지현, 나보람, 박경호

2021년 1월 3일 편집이 되었고, 끝으로 종영하였다.

## 포토그래퍼 삘충만
방송 기간: 2021년 4월 4일 ~ 2021년 6월 20일
출연진: 김해준, 이은지, 최우선, 안가연, 김지현, 나보람
소개: 마성의 매력을 가진 사진작가를 만난 커플 코너

신인들의 코너 중 처음으로 한 쿼터를 편집, 종영없이 완주한 코너이며 중간 중간 득점도 한 코너이다.

## 현장 오디션
방송 기간: 2021년 11월 14일 ~ 2021년 12월 19일
출연진: 김철민, 이용진, 이진호, 김두영, 서태훈, 최우선
소개: 현장에서 방청객을 뽑아 무대를 선보이는 코너이다.

## 해바라기 용태식
방송 기간: 2021년 7월 4일 ~ 2021년 9월 19일
출연진: 김용명, 정호철, 이정수, 남호연, 최선영, 최지용
소개: 김용명이 역대급 캐릭터에 도전하는 코너

2021년 7월 11일 편집이 되었지만, 유튜브에서 시청이 가능하다.
2021년 7월 25일 편집이 되었지만, 유튜브에서 시청이 가능하다.
2021년 8월 8일 편집이 되었지만, 유튜브에서 시청이 가능하다.
2021년 8월 15일 편집이 되었지만, 유튜브에서 시청이 가능하다.
2021년 8월 22일 편집이 되었지만, 유튜브에서 시청이 가능하다.

게스트
2021년 9월 19일: 지대한

## 1%
방송 기간: 2021년 10월 4일 ~ 2021년 3월 21일
출연진: 양세찬, 장도연, 민찬기, 최성민, 신규진, 최우선, 양배차
소개: 99% 사람, 1% 사람을 비교하며 웃음을 주는 코너

장도연은 이 코너 이후 하차하였다.

게스트
2021년 12월 20일: 박초은

## 2021 슈퍼차 부부
방송 기간: 2021년 1월 3일 ~ 2021년 3월 21일
출연진: 강재준, 이은형, 김민기, 홍윤화, 설명근, 이은지
소개: 코미디빅리그 부부 강재준&이은형, 홍윤화&김민기 부부를 서로 바꿔 부부 우정을 보여주는 코너

이후 종영하면서, 2021 슈퍼차 부부 비긴즈 시리즈로 이어간다.

## 2021 슈퍼차 부부 비긴즈
방송 기간: 2021년 4월 4일 ~ 2021년 6월 20일
출연진: 강재준, 이은형, 김민기, 홍윤화, 설명근, 이은지, 민찬기
소개: 코미디빅리그 부부 강재준&이은형, 홍윤화&김민기 부부를 서로 바꿔 부부 우정을 보여주는 코너

이후 종영하면서, 슈퍼차 부부 in 조선 시리즈로 이어간다.

게스트
2021 4월 25일 최양락&팽현숙 - 이 회차는 1호가 될 순 없어에서 비하인드가 방송되었다.